# Капустин, Евгений Александрович (Герой Российской Федерации)
Евге́ний Алекса́ндрович Капу́стин (р. 1980) — рядовой Вооружённых Сил Российской Федерации, участник второй чеченской войны, Герой Российской Федерации (2000).

## Биография
Евгений Капустин родился 22 февраля 1980 года в Волгограде. Окончил среднюю школу. В 1998 году был призван на службу в Вооружённые Силы Российской Федерации. Проходил службу в Северо-Кавказском военном округе, получил военную специальность наводчик-оператор танка.
С августа 1999 года Капустин участвовал в боях против сепаратистов, вторгшихся на территорию Дагестана. Отличился в ходе штурма сёл Карамахи и Чабанмахи Буйнакского района: его танк огнём своего орудия нанёс большой урон боевикам. Во время одного из боёв Капустин, заметив, что в дом вбежало более десяти боевиков, одним точным выстрелом в окно уничтожил их всех. С октября 1999 года воевал на территории Чечни. В январе 2000 года во время уличных боёв в Грозном его танк был подбит, а сам он получил тяжёлое ранение с повреждением позвоночника. Однако поля боя танкист не покинул и, отправив уцелевшего члена экипажа за помощью, сам остался в танке, и, продолжая вести огонь в одиночку, нанёс противнику значительный урон и не дал захватить танк. После подхода подкрепления был эвакуирован в госпиталь.
За отличие в боях  генерал-лейтенант Геннадий Трошев дважды представлял Евгения Капустина к званию Героя Российской Федерации, но оба  представления были отклонены.
Указом Президента Российской Федерации от 24 марта 2000 года за «мужество и героизм, проявленные при проведении контртеррористической операции на территории Северо-Кавказского региона» рядовой Евгений Капустин был удостоен звания Героя Российской Федерации. Награждение стало возможным лишь после личного доклада Трошева президенту Путину.
В 2000 году Капустин был демобилизован. В настоящее время проживает в Волгограде. Работал охранником, впоследствии на Волгоградском нефтеперерабатывающем заводе.